# Яуруккиоя
Яуруккиоя — река в Мурманской области России и Финляндии. Протекает по территории Кандалакшского района. Левый приток реки Тунтсайоки.
Длина реки составляет 24 км.
Берёт начало в болотах в Кандалакшском районе Мурманской области. Протекает по лесной, местами заболоченной местности. Питание в основном снеговое. Дважды пересекает российско-финляндскую границу. На протяжении 4 км течёт по территории Финляндии, где называется Санкарийоки. В 5 км от устья, по левому берегу реки впадает река Санкарийоки. Впадает в Тунтсайоки слева в 116 км от устья, на высоте 252 м над уровнем моря.
По данным государственного водного реестра России, относится к Баренцево-Беломорскому бассейновому округу, водохозяйственный участок реки — Ковда от Кумского гидроузла до Иовского гидроузла. Речной бассейн реки — бассейны рек Кольского полуострова и Карелии.

## Данные водного реестра
Код объекта в государственном водном реестре — 02020000512102000000894.